# Mega Man ZX Advent
Mega Man ZX Advent (Rockman ZX Advent (ロックマンゼクスアドベント) au Japon) est un jeu d'action-plates-formes développé par Inti Creates et édité par Capcom en 2007 sur Nintendo DS. C'est le deuxième opus de la série Mega Man ZX,,,,,.

## Trame
Prenant place quelques années après les événements du premier jeu Mega Man ZX, Mega Man ZX Advent met en scène deux nouveaux protagonistes, Grey et Ashe.

## Introduction
Grey est un jeune garçon réploïde cryogénisé dans une capsule puis découvert par des hunters chargés de retrouver un objet ou un endroit inconnu (Présumablement le biométal modèle A). Ils déclenchent accidentellement l'alarme de sécurité et ils se font immédiatement envahir par des Mavericks. La bataille endommage la capsule dans laquelle Grey est prisonnier et elle s'ouvre pour le laisser tomber. À peine reprend-t-il ses esprits, Pandora, ennemie que nous pouvons aussi rencontrer dans le jeu Megaman ZX, apparaît, lui annonçant qu'il est soi-disant « défectueux » et doit être détruit. Grey s'empare d'une arme abandonnée par un Hunter et vise Pandora, faisant la distraction nécessaire à sa fuite dans le labo. Lorsqu'il réussit à mettre les pieds dehors, il se fait immédiatement attaquer par un Dogu. Après sa défaite, le robot géant s'écrase sur le pont, ce qui détruit le seul accès à un autre labo et jette Grey dans le vide.
Ashe fait partie de la guilde des Hunters. Nous la voyons pour la première fois sur un vaisseau poursuivant des Raiders, chasseurs de trésors illégaux. Ils ignorent toutefois que les vaisseaux concurrents se sont fait envahir par des mavericks. Sa mission est de rapporter un certain biométal model A à la légion où vivent les trois sages, maitre Tommas, maitre Mikail et maitre Albert. Ashe devance ses coéquipiers et se lance sur les flottes des raiders. Essayant de rejoindre le premier vaisseau où la cible se situe, elle découvre bien vite que le biométal est plus convoité qu'elle pouvait croire. Ashe se fait attaquer par un Dogu elle aussi. Elle le détruit sans problème et atterrit sur le vaisseau mère. Prometheus, coéquipier de Pandora, désire lui aussi s'emparer du biométal. Puisqu'il ne la considère que comme un insecte misérable, il n'hésite pas à l'assommer pour la pousser de son chemin.